# Hyundai Xcient
Hyundai Xcient або Hyundai Trago Xcient — сімейство важких вантажівок південно-корейської компанії Hyundai, що виготовляється з вересня 2013 року і прийшло на заміну Hyundai Trago.

## Опис

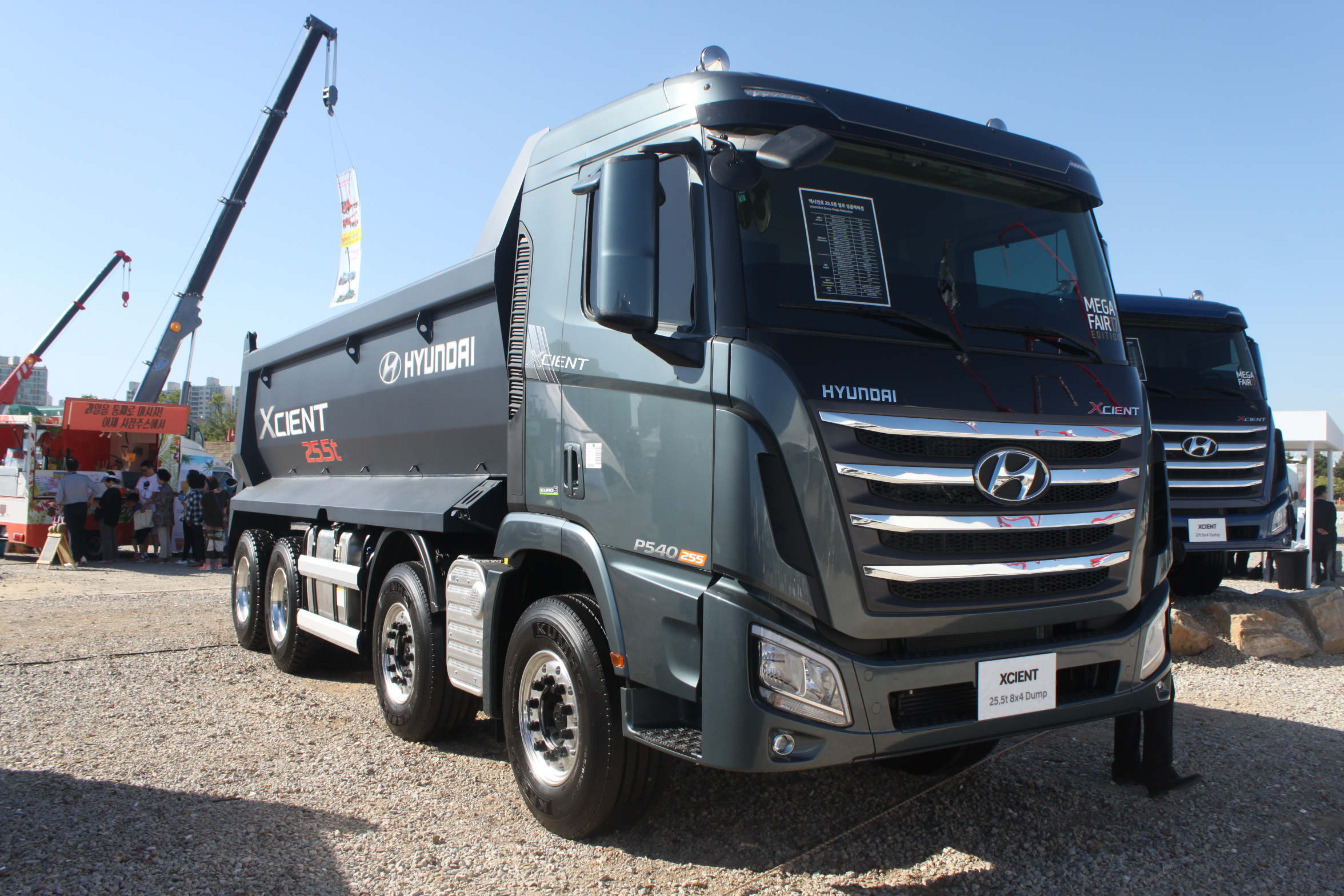
Hyundai Xcient

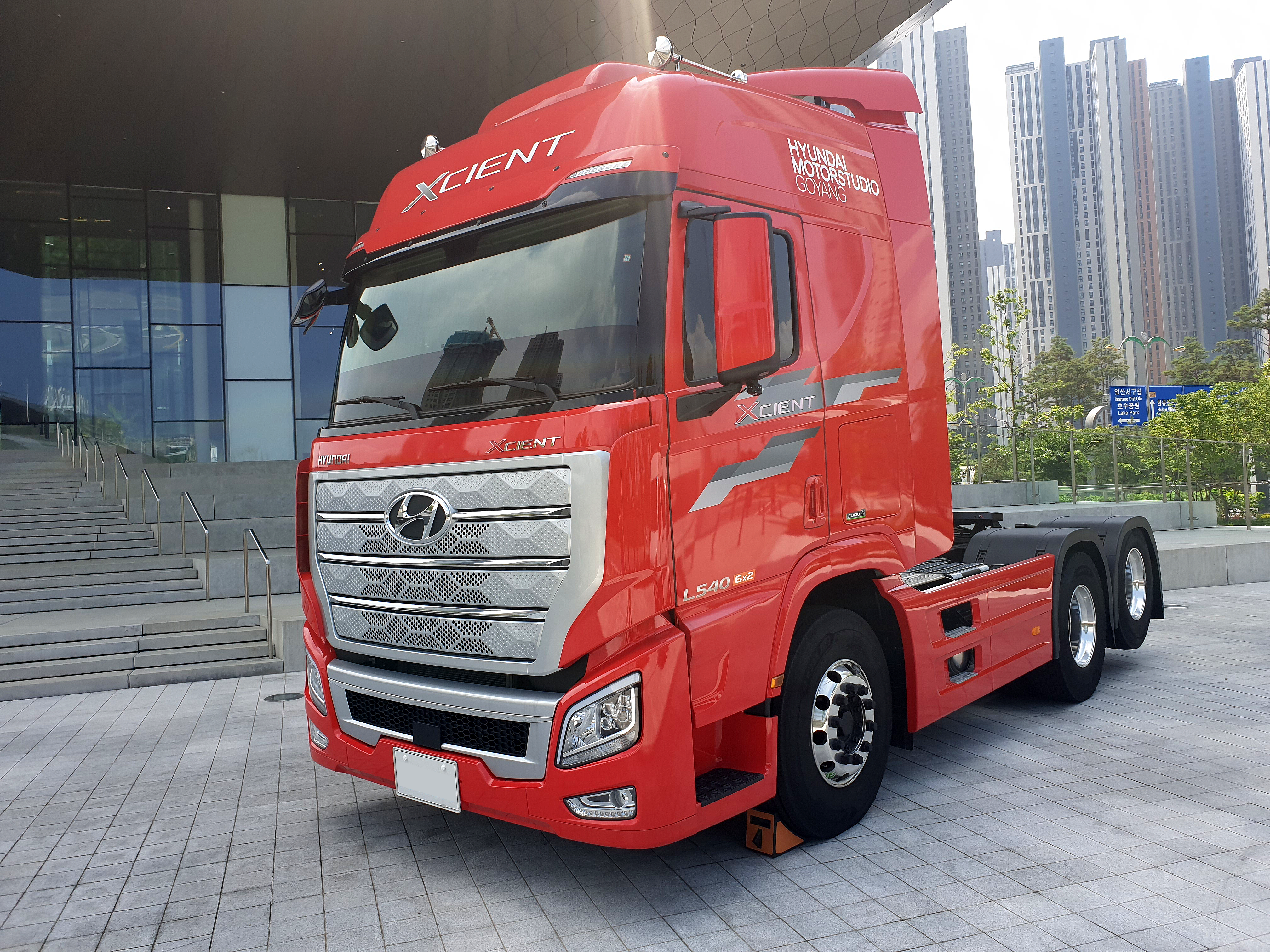
Hyundai Xcient Pro Tractor (з 2019)

Hyundai представив свій новий флагман - Trago Xcient на автосалоні Seoul Motor Show в 2013 році. На створення Trago Xcient у Hyundai пішло три роки. У його розробку було вкладено 200 млрд. вон (приблизно 180 млн. доларів). Автомобіль розроблявся для поставок на європейський ринок. 
Внутрішня висота кабіни становить 1895 мм, так що водій зможе стояти всередині на повний зріст. Спальне місце шириною 800 мм, а загальний обсяг відсіків для зберігання речей складає 1046 л. Моторний тунель не високий - близько 200 мм. Водійське крісло на пневмопідвісці має всі необхідні регулювання, крім того воно оснащено вентиляцією з можливістю регулювати повітряні потоки на прохолоду або тепло. Кабіна встановлена на чотирьохточкову пневмоподвіску з електроприводом механізму підйому.
Xcient оснащається дизельними двигунами Hyundai Powertec 10,0 л, 11,1 л, 12,3 л та 12,7 л потужністю 340, 360, 380, 410, 420, 440, 520 та 540 к.с. або Yuchai YC6M 10,3 л потужністю 300 та 340 к.с., що працюють в парі з 6-ст., 9-ст., 12-ст. або 16-ст. КПП виробництва Eaton, Allison або ZF. Колісні формули - 4х2, 6х2, 6х4, 8х4 або 10х4.
Вантажівка отримала двохдискове зчеплення, підвіска на тягачі спереду на параболічних ресорах, ззаду - пневматична на чотирьох балонах з можливістю регулювання по висоті. Лонжерони рами автомобілів нового сімейства виготовлені зі сталі товщиною 8 мм, мають висоту 300 мм і ширину 90 мм.

## Двигуни
- 9,960 см3 H engine (D6HB38) 380 к.с. (Євро-3)
- 12,920 см3 Powertec engine (D6CC41) 410 к.с. (Євро-4)
- 11,149 см3 Q engine (D6AC) 340 к.с. (Євро-1)